# Festivalul Internațional de Film de la Cannes din 2012
A 65-a ediție anuală a Festivalului Internațional de Film de la Cannes a avut loc în perioada 16 mai - 27 mai 2012. Regizorul italian Nanni Moretti a fost președintele juriului pentru competiția principală. Gazdă și prezentatoare a ceremoniilor de deschidere a fost actrița franceză Bérénice Bejo.
La această ediție, filmul regizorului român Cristian Mungiu, După dealuri, a primit Premiul pentru scenariu, iar două dintre interprete (Cosmina Stratan și Cristina Flutur) au primit ex aqueo Premiul pentru cea mai bună actriță.

## Filme în competiție
| Titlul românesc         | Titlul original                       | Regizor           | Țara producătoare                                |
| ----------------------- | ------------------------------------- | ----------------- | ------------------------------------------------ |
|                         | Moonrise Kingdom (film de deschidere) | Wes Anderson      | Statele Unite                                    |
| Rugină și oase          | De rouille et d'os                    | Jacques Audiard   | Franța, Belgia                                   |
|                         | Holy Motors                           | Leos Carax        | Franța, Germania                                 |
| Cosmopolis (film)       | N/A                                   | David Cronenberg  | Franța, Canada                                   |
| Paperboy                | The Paperboy                          | Lee Daniels       | Statele Unite                                    |
|                         | Killing Them Softly                   | Andrew Dominik    | Statele Unite                                    |
|                         | Reality                               | Matteo Garrone    | Italia, Franța                                   |
| Iubire†                 | Amour                                 | Michael Haneke    | Franța, Germania, Austria                        |
| Fără legi               | Lawless                               | John Hillcoat     | Statele Unite                                    |
| În altă țară            | 다른 나라에서, Da-Reun Na-Ra-e-Suh    | Hong Sang-soo     | Coreea de Sud                                    |
| Gustul Banilor          | 돈의 맛, Donui Mat                    | Im Sang-soo       | Coreea de Sud                                    |
| Precum un îndrăgostit   | ライク・サムワン・イン・ラブ          | Abbas Kiarostami  | Franța, Japonia                                  |
|                         | The Angels' Share                     | Ken Loach         | Marea Britanie, Franța, Belgia, Italia           |
| În ceață                | В тумане, V tumane                    | Sergei Loznitsa   | Germania, Rusia, Letonia, Țările de Jos, Belarus |
| După dealuri            | După dealuri                          | Cristian Mungiu   | România, Franța, Belgia                          |
| După bătălie            | بعد الموقعة, Baad el Mawkeaa          | Yousry Nasrallah  | Egipt, Franța                                    |
| Noroi                   | Mud                                   | Jeff Nichols      | Statele Unite                                    |
| Nu ați văzut nimic încă | Vous n'avez encore rien vu            | Alain Resnais     | Franța, Germania                                 |
| Post Tenebras Lux       | Post Tenebras Lux                     | Carlos Reygadas   | Mexic, Franța, Germania, Țările de Jos           |
| Pe drum                 | Sur la route                          | Walter Salles     | Brazilia, Franța, Marea Britanie, Statele Unite  |
| Paradis: Iubire         | Paradies: Liebe                       | Ulrich Seidl      | Austria, Germania, Franța                        |
| Vânătoarea              | Jagten                                | Thomas Vinterberg | Danemarca, Suedia                                |